# Sieranevada
Sieranevada este un film românesc din 2016 regizat de Cristi Puiu. Rolurile principale au fost interpretate de actorii Mimi Brănescu, Bogdan Dumitrache, Dana Dogaru.

## Distribuție
- Mimi Brănescu - Lary
- Judith State - Sandra
- Bogdan Dumitrache - Relu
- Dana Dogaru - Nușa
- Sorin Medeleni - Toni
- Ana Ciontea - Ofelia
- Rolando Matsangos - Gabi
- Ilona Brezoianu - Cami

## Vezi și
- 2016 în film